# Skandar Keynes
Skandar Amin Casper Keynes (Londres, 5 de setembro de 1991) é um assessor político e ex-ator inglês. Seu nome (Skandar) é a versão abreviada de Iskandar de origem árabe. Seus trabalhos notáveis foram na franquia de filmes As Crônicas de Nárnia, que já inclui O Leão, a Feiticeira e o Guarda-Roupa (2005), Príncipe Caspian (2008) e A Viagem do Peregrino da Alvorada (2010), adaptações estas baseadas nos clássicos livros infantis de Clive Staples Lewis.
Quando com 12 anos, Skandar Keynes já frequentava pequenas aulas de atuações em uma escola de teatro em Islington, Londres, até que foi informado sobre os testes para o papel de Edmundo Pevensie, o qual fez, e uma semana depois das audições, recebeu uma notificação avisando que havia sido selecionado para atuar no filme, que mais tarde o tornaria em uma celebridade internacionalmente conhecida.

## Família
Skandar Keynes é um cidadão britânico, filho de Zelfa Hourani e do autor Randal Keynes. Ele tem uma irmã mais velha, chamada Soumaya Keynes (nascida em agosto de 1989), que já apareceu em diversas produções para a Rádio BBC 4 em Londres, e agora trabalha como economista no Instituto de Estudos Fiscais de Cambridge.
Skandar é étnico inglês pela parte do pai e étnico libanês pela mãe. Keynes já tentou ter dupla nacionalidade: britânica e libanesa, porém foi negado ao direito, com a justificativa de que mulheres não estão autorizadas a transmitir a nacionalidade aos filhos. Portanto, ele não tem permissão para utilizar os serviços públicos do país e nem de receber legalmente a herança de sua família no Líbano, país que considera como sua segunda casa.
Seus avós maternos são Furugh Afnan e Cecil Fadlo Hourani, que já foi autor e também assessor político do presidente da Tunísia, Habib Bourguiba. Cecil Hourani é também o irmão de George Hourani, um Filósofo islâmico, e Albert Hourani, que foi um importante Historiador do Oriente Médio e Ministro de Estado Britânico, no Cairo.
Por parte paterna, Keynes é neto do fisiologista Richard Keynes, e também sobrinho de dois professores da Universidade de Cambridge, o historiador Simon Keynes e o neurocientista Roger Keynes. Seu ta-ta-tataravô foi o famoso naturalista Charles Darwin. Um dos mais influentes economistas britânicos do século 20, John Maynard Keynes, também é de parentesco por parte do pai do Skandar.

## Vida Pessoal
Skandar é ateu  e já declarou ser torcedor do Arsenal Football Club. 
Skandar sabe falar em até quatro idiomas diferentes: francês, árabe, inglês e persa.

## Escolaridade
Skandar estudou na Thornhill Primary School de 1996 a 2002, foi nesta escola que ele concluiu seu ensino primário com 11 anos. Ainda durante este tempo ele participou da Escola de Teatro Anna Scher de 2000 até 2005. Foi nesta escola que Skandar apresentou uma peça pela primeira vez: "The Sponsored Walk".
Keynes estudou o ensino secundário na mesma escola que Daniel Radcliffe, na City London School, onde ficou de 2002 a 2010.
Após a conclusão do ensino secundário, Skandar apresentou suas notas e documentações para tentar ingressar na Universidade de Cambridge, onde foi aprovado ainda no segundo semestre de 2010. Skandar cursou Bacharelado em Estudos da Ásia e do Oriente Médio desde então. A sua graduação ocorreu no dia 25 de junho de 2014 no departamento onde estudou, na Pembroke College, Universidade de Cambridge.
Em entrevista ele foi questionado a respeito dos seus planos depois de formado, e em resposta ele disse que está "ansioso para explorar caminhos diferentes antes de fazer qualquer escolha [carreira] definitiva".

## Carreira
Skandar Keynes iniciou sua carreira com apenas 10 anos de idade, participando do documentário "Victoria Died in 1901 and Is Still Alive Today", exibido em 2001 pela BBC de Londres. Antes de trabalhar no documentário, Skandar já havia feito uma rápida aparição numa adaptação para a TV, e participado de uma peça na sua escola de teatro, no verão de 2005. Seu primeiro papel em um filme foi interpretando Enzo Ferrari quando criança, em 2003, na produção de Carlo Carlei: A Paixão de um Homem - Ferrari.
Um ano depois de trabalhar no seu primeiro filme, Skandar Keynes procurou fazer os testes para o papel de Edmundo Pevensie, do filme O Leão, A Feiticeira e o Guarda-Roupa (obra da qual ele já conhecia pelos livros). Mais tarde foi aceito como Edmundo Pevensie, sendo o último das crianças Pevensie a ser escolhido, e ao contrário dos outros atores, que levaram cerca de 18 semanas para serem aprovados, Skandar levou cerca de apenas 1 semana. No início, seus pais não queriam que ele fizesse o teste, mas sua irmã mais velha conseguiu convencê-los.
Consequentemente Keynes atuou na sequência de filmes das Crônicas de Nárnia: Príncipe Caspian, lançado em 2008, e A Viagem do Peregrino da Alvorada lançado em 2010. Foi meses após as filmagens deste último que Skandar Keynes conseguiu ingressar na Universidade, e com seu foco nos estudos, não atuou durante os 4 anos de curso.
No primeiro semestre de 2014, antes mesmo de sua formatura, Skandar foi convidado para fazer um Áudio Drama, baseado no romance In Freedom's Cause: A Story of Wallace and Bruce (1885) de G.A. Henty. Keynes faz a voz do personagem Allen Kerr, um dos principais inimigos do protagonista da história.

## Filmografia
| Ano  | Produção        | Título                                                       | Personagem       |
| ---- | --------------- | ------------------------------------------------------------ | ---------------- |
| 2001 | Documentário    | Victoria died in 1901 and Is Still Alive Today               | Criança de rua   |
| 2003 | Cinematográfica | A Paixão de um Homem - Ferrari                               | Enzo Ferrari     |
| 2005 | Cinematográfica | As Crônicas de Nárnia: O Leão, a Feiticeira e o Guarda-Roupa | Edmundo Pevensie |
| 2008 | Cinematográfica | As Crônicas de Nárnia: Príncipe Caspian                      | Edmundo Pevensie |
| 2010 | Cinematográfica | As Crônicas de Nárnia: A Viagem do Peregrino da Alvorada     | Edmundo Pevensie |
| 2014 | Áudio Drama     | In Freedom's Cause                                           | Allen Kerr (voz) |

## Prêmios e Indicações
| Ano  | Prêmio                                                 | Cerimônia           | Resultado                                                                          |
| ---- | ------------------------------------------------------ | ------------------- | ---------------------------------------------------------------------------------- |
| 2006 | Melhor Filme Enfatizador de Caráter e Moralidade       | Camie Awards        | Venceu                                                                             |
| 2009 | Melhor Performance em um Longa-Metragem - Ator Jovem   | Young Artist Awards | Indicado / Perdeu para Nate Hartley, no filme "Meu nome é Taylor, Drillbit Taylor" |
| 2009 | Melhor Performance em um Longa-Metragem - Elenco Jovem | Young Artist Awards | Indicado / Perdeu para o Elenco de "Kit: Uma Garota Especial"                      |
| 2011 | Melhor Performance em um Longa-Metragem - Elenco Jovem | Young Artist Awards | Indicado / Perdeu para o Elenco de "O Diário de um Banana"                         |